# Juan Manuel Vázquez
Juan Manuel Vázquez (José León Suárez, 25 luglio 1994) è un calciatore argentino, attaccante dell'Almirante Brown.

## Carriera
Ha giocato nella seconda divisione argentina e nella prima divisione dei campionati colombiano, paraguaiano e cileno.